# Ауреус

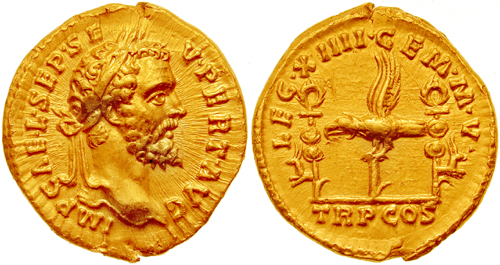
Ауреус Септимия Севера (193 год)

Ауреус, реже аурей (лат. aureus — золотой) — древнеримская золотая монета, введённая в обращение во время Второй Пунической войны. Первоначально использовалась исключительно в качестве наградной монеты — для раздачи войскам в награду за одержанные победы, с использованием трофейного золота. Находилась в обращении более пятисот лет, за это время неоднократно девальвировалась. После последней девальвации, проведённой императором Константином, стала называться солид (лат. solidus). На аверсе ауреуса располагался портрет правящего императора с именем и титулами, на реверсе девиз, вокруг каких-либо аллегорических изображений. В целом такое оформление было обычным для римских монет того времени.
Ауреус был введён в обращение при Луции Корнелии Сулле в 82 году до н.э. и составлял тогда 1/30 римского фунта (ок. 327,5 г), то есть около 10,92 грамма. При Гнее Помпее в 71 году до н.э. он весил около 9,1 грамма (1/36 фунта), и во время правления Юлия Цезаря, когда он чаще чеканился, вес ауреуса отпустился до 8,19 грамма (1/40 до 1/42 фунта). С таким весом ауреус при императоре Августе, в результате его «ауреус-денарий-ас» денежной реформы 27 года н.э., становится монетой с наибольшим номиналом Рима.
Со времён Августа 1 золотой ауреус = 25 серебряным денариям = 100 серебряным сестерциям = 400 медным ассам.
Кроме собственно ауреуса, в Древнем Риме чеканились монеты номиналом в пол-ауреуса (Quinarius aureus), они относятся к числу редчайших древнеримских монет. Также в Древнем Риме чеканились двойные ауреусы (Binio), монеты достоинством в четыре ауреуса (Quaternio) и в восемь ауреусов (Octonio), являвшиеся наградными и подарочными (Donativum).

## Котировки ауреуса за период его хождения
| Год              | Правление                      | Масса      | Эквивалент                     |
| ---------------- | ------------------------------ | ---------- | ------------------------------ |
| 203 год до н. э. | Консул Публий Корнелий Сципион | 1 скрупул  | 20 серебряных сестерциев       |
| 31 год до н. э.  | Император Август Октавиан      | 1/40 либры | 25 денариев                    |
| 60 год           | Император Нерон                | 1/45 либры | 25 денариев                    |
| 90 год           | Император Домициан             | 1/50 либры | 25 денариев                    |
| 285 год          | Император Диоклетиан           | 1/60 либры | 25 денариев или 100 сестерциев |
| 325 год          | Император Константин           | 1/72 либры | 25 денариев или 100 сестерциев |